# 劉悝
劉悝（りゅう かい、生年不詳 - 172年）は、後漢の皇族。勃海王。桓帝の弟で、平原王劉碩の兄弟にあたる。

## 経歴
蠡吾侯劉翼の子として生まれた。父の劉翼が死去すると、兄の劉志が蠡吾侯位を嗣いだが、劉志が桓帝として即位すると、劉悝が蠡吾侯位を嗣いだ。147年（建和元年）7月、勃海孝王劉鴻が死去したが、後嗣がなかったことから、劉悝が勃海王位を嗣いだ。165年（延熹8年）、劉悝は反乱を計画した罪で、廮陶王に降封された。
劉悝は勃海王位への返り咲きを求めて、中常侍王甫に謝礼金5000万を約束して工作させた。167年（永康元年）、桓帝が死去にあたって、劉悝を勃海王にもどすよう遺詔を残した。劉悝は復位のことが王甫の働きではなかったと知って、謝礼金を支払おうとしなかった。王甫は怒って、ひそかに劉悝の過失を集めた。かつて霊帝が即位したとき、劉悝が立てられなかったのを恨んで、召還文書を写し書きしようとしたとの流言が広まった。しかし中常侍の鄭颯や中黄門の董騰らは義侠を自任して身軽であり、しばしば劉悝とのあいだに往来があった。王甫はかれらの身辺を調査して、よこしまな企みがあると断定し、司隷校尉の段熲に密告した。172年（熹平元年）、鄭颯が収監されて北寺の獄に送られた。尚書令の廉忠が鄭颯らは劉悝を迎えて皇帝に立てようとしていると誣告の上奏をした。霊帝は冀州刺史に命じて劉悝を収監させた。さらに大鴻臚に節を持たせて、宗正や廷尉とともに勃海国に赴かせ、劉悝を責め立てた。10月、劉悝は自殺し、妃妾11人・子女70人・伎女24人がみな獄中で死んだ。傅や相以下の勃海国の国官たちは、王を輔導するのに不忠であったとして、ことごとく処刑された。

## 伝記資料
- 『後漢書』巻55 列伝第45